# Fernand L'Huillier
Pour l’article homonyme, voir L'Huillier.
Fernand L'Huillier, né le 24 juillet 1905 à Rambouillet, dans les Yvelines et mort le 27 septembre 1997 à Hœnheim, dans le Bas-Rhin, est un historien français, spécialiste de l'Alsace.

## Biographie
Après un diplôme d'études supérieures sur Le clergé rural d’Ancien Régime d’après le journal de Charles-Maurice Le Tellier, archevêque de Reims sous la direction de Lucien Febvre, Fernand L'Huillier est reçu à l'agrégation d'histoire et de géographie en 1931.
Il est professeur au lycée de Mulhouse entre 1931 et 1933 puis au lycée Kléber à Strasbourg entre 1933 et 1939.
Il entreprend sa thèse intitulée Recherches sur l’Alsace napoléonienne en 1934 et la soutient en 1945. C'est un ouvrage qui tente une histoire globale dans l'esprit des Annales, à travers une étude qui aborde les domaines politique, économique, social et culturel. Il soutient une thèse secondaire sur le pays de Bade Études sur le blocus continental, la mise en vigueur des décrets de Trianon et de Fontainebleau dans le grand duché de Bade.
Entre 1946 et 1947, il est chargé de cours d'histoire moderne à la Faculté des Lettres de Strasbourg puis, entre 1947 et 1958, il est maître de conférences d'histoire contemporaine à la Faculté des Lettres de Dijon. De 1958 à 1975, il occupe la chaire d'histoire contemporaine à la Faculté des Lettres de Strasbourg.
Au delà de l'Alsace contemporaine, Fernand L'Huillier, s'intéresse à l'histoire de l'Allemagne et des relations internationales. Il est notamment membre de la commission pour la publication des documents relatifs aux origines de la Seconde Guerre mondiale. Il est aussi directeur du Centre puis de l'Institut des Hautes Études Européennes entre 1958 et 1974 et fondateur en mai 1969 de l'Association européenne d’histoire contemporaine.

## Publications
- Histoire de l'Alsace, Que sais-je, Presses universitaires de France, 1947, 132 p.
- Recherches sur l’Alsace napoléonienne, Librairie Istra, 1947, 709 p.
- Études sur le blocus continental, la mise en vigueur des décrets de Trianon et de Fontainebleau dans le grand duché de Bade, 1951, 89 p.
- La crise franco-allemande de 1859-1860, Presses universitaires de Strasbourg, 1955.
- Fondements historiques des problèmes du Moyen-Orient, 1958.
- La libération de l'Alsace, Hachette, 1975, 238 p.
- Lamartine en politique, Presses universitaires de Strasbourg, 1993, 256 p.